# Perioperatório

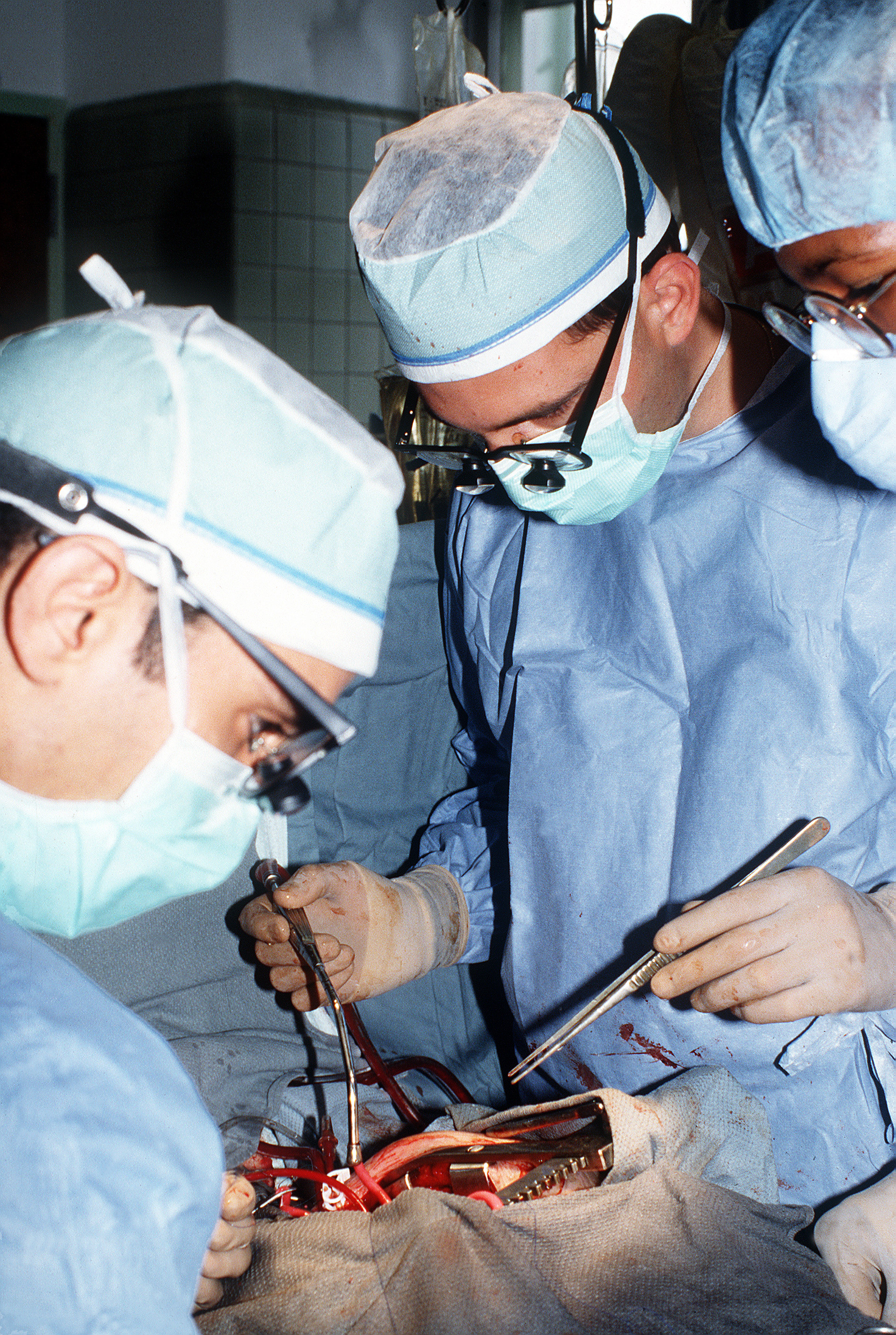
Cirurgião no período intraoperatório, operação no tórax, com a válvula mitral aparente.

Perioperatório é o termo usado em Medicina para o período de tempo que vai desde que o cirurgião decide indicar a operação e comunica ao paciente até que este último retorne, depois da alta hospitalar, às atividades normais.
Este conceito vem ganhando importância em função da necessidade de avaliar o risco de complicações relacionadas às intervenções cirúrgicas. Os notáveis avanços na medicina e na cirurgia permitiram a realização de intervenções cirúrgicas em pacientes mais graves para os quais realizar uma operação era impensável.

## Fases
O perioperatório compreende três fases:
- 1) O pré-operatório que engloba a avaliação pré-operatória na qual é avaliado o risco de complicações frente ao estado de saúde do paciente.
- 2) O intraoperatório que consiste na intervenção propriamente dita, realizada dentro do centro cirúrgico.
- 3) O pós-operatório que compreende o período entre a saída do centro cirúrgico e o retorno do paciente às atividades normais. Muitas das complicações acontecem nesta fase e a vigilância da equipe de saúde deve ser tão mais intensa quanto maior o risco de complicações estimado na avaliação pré-operatória.